# Icke-metall

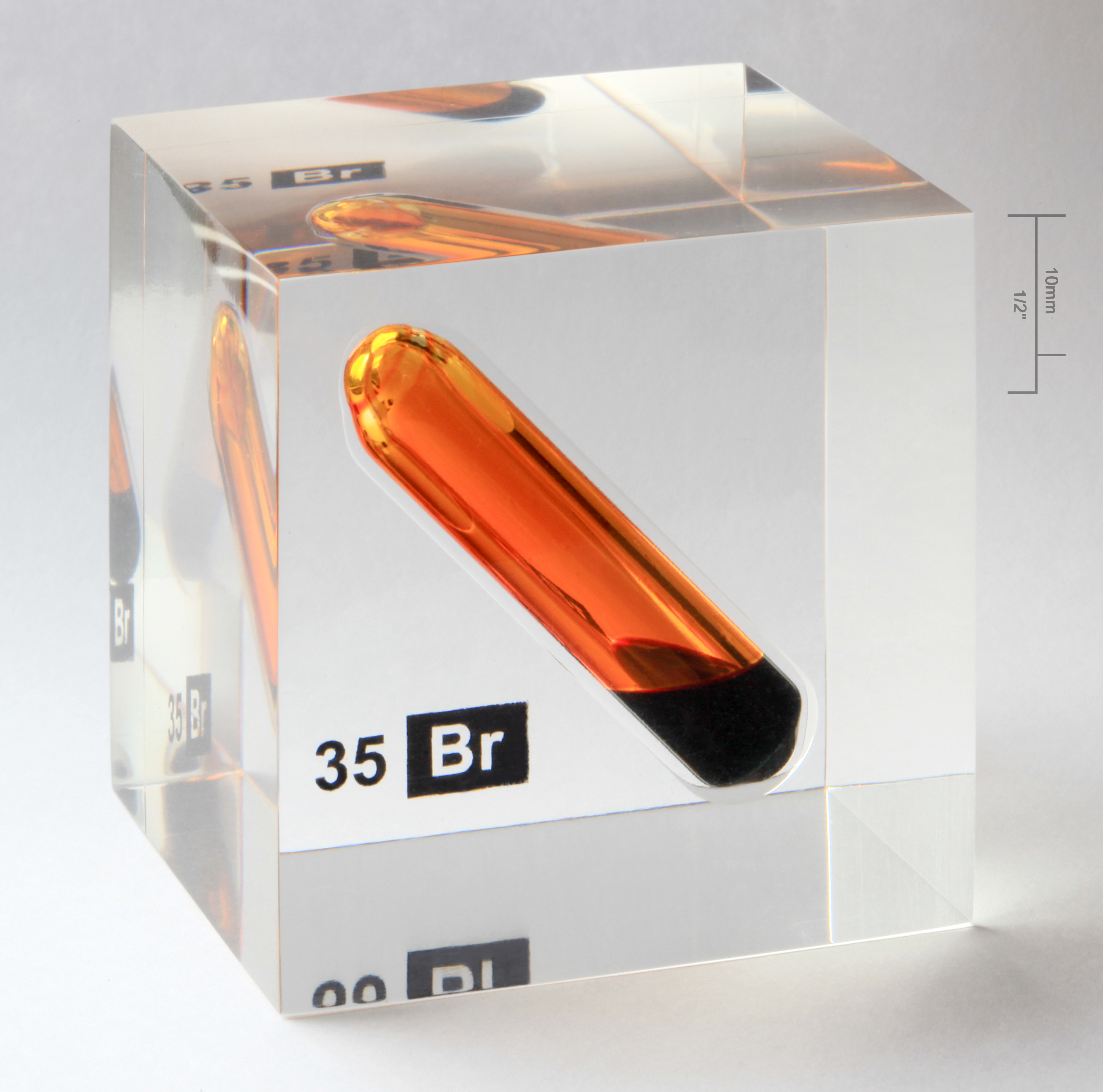
Brom är en icke-metall.

Icke-metall är ett grundämne som saknar metalliska egenskaper. Icke-metallerna är:
| Ädelgaser                                         | Halogener                   | Övriga icke-metaller                                  |
| ------------------------------------------------- | --------------------------- | ----------------------------------------------------- |
| - Argon - Helium - Krypton - Neon - Radon - Xenon | - Brom - Fluor - Jod - Klor | - Fosfor - Kol - Kväve - Selen - Svavel - Syre - Väte |